# Socorroduva
Socorroduva (Zenaida graysoni) är en duva som tidigare häckade på en enda ö utanför Mexikos västra kust men som nu är utdöd i det vilda.

## Utseende och läten
Socorroduvan är en medelstor (26,5–30,5 cm) huvudsakligen marklevande duva. I alla dräkter har den en ljusblå ögonring, skära ben och mörkgrå näbb med skäraktig näbbrot. Hanen är kanelbrun på huvud och undersida, med ett svart streck på örontäckarna, blågrå nacke och en glänsande skärfärgad halsfläck. Ovansidan är mörkbrun med svarta fläckar på skapularerna, tertialerna och inre vingtäckarna. Vingpennorna är mörkgrå. Stjärten är mörkbrun centralt, medan de yttre stjärtpennorna är grå med ett svart band en bit in från spetsen.
Honan är mattare färgad med mindre utbrett blågrått i nacken och mindre halsfläck. Ungfågeln liknar honan men är streckad på bröstet och har kanel- eller beigefärgade spetsar på ovansidans fjädrar. Det hesa lätet återges i engelsk litteratur som ett "wah-ah ah ah ah ahh-ah".

## Utbredning och status
Fågeln förekom tidigare på Socorroön utanför västra Mexiko. I fångenskap finns fågeln kvar i USA och Europa. Alla duvor som finns kvar i fångenskap är dock inte rena socorroduvor, en del är hybrider mellan socorroduva och spetsstjärtad duva (Zenaida macroura). IUCN kategoriserar arten som utdöd i vilt tillstånd.

## Namn
Fågelns vetenskapliga artnamn hedrar amerikanen Andrew Jackson Grayson (1819-1869), överste i US Army samt ornitolog, fågelillustratör och samlare av specimen i Mexiko 1859-1869.